# Frank Billings Kellogg
Franklin Billings Kellogg (Potsdam, Nova York, 22 de desembre de 1856 - Saint Paul, 21 de desembre de 1937) fou un advocat i polític estatunidenc guardonat amb el Premi Nobel de la Pau el 1929.

## Joventut i advocacia
Tot i que nascut a Potsdam (Nova York), el 1865 la seva família es va traslladar a Minnesota on va començar a practicar l'advocacia a Rochester el 1877. Fou fiscal d'aquesta ciutat entre el 1878 i el 1881 i posteriorment fiscal del comtat d'Olmsted entre 1882 i 1887.

## Vida política
Kellog fou nomenat senador pel Partit Republicà entre 1917 i 1923, perdent la reelecció el 1922. Fou delegat de la 5a Conferència d'Estats Americans, celebrada a Santiago de Xile el 1923, i ambaixador extraordinari i plenipotenciari dels Estats Units davant el Regne Unit entre 1923 i 1925, any en el qual renuncià al càrrec.
El 1925 fou nomenat Secretari d'Estat, càrrec que desenvolupà fins al 1929, sota la presidència de Calvin Coolidge i succeint a Charles E Hughes. Durant la seva estada a la Secretaria d'Estat promogué, al costat del ministre francès d'Assumptes Exteriors i Premi Nobel de la Pau Aristide Briand, el Pacte de París o Pacte Briand-Kellogg mitjançant el qual les 15 nacions signatàries, i les posteriorment adherides, "renunciaven a la guerra com a instrument de política nacional en les seves relacions mútues".
Gràcies a la signatura d'aquest acord, firmat a París el 27 d'agost de 1928, Kellogg fou guardonat amb el Premi Nobel de la Pau el 1929.
Posteriorment, entre 1930 i 1935, va desenvolupar el càrrec de jutge associat del Tribunal de Justícia Internacional.